# Lilas-Rose Gilberti
Pour les articles homonymes, voir Gilberti.
Lilas-Rose Gilberti Poisot, couramment appelée Lilas-Rose Gilberti, est une actrice française, née le 20 octobre 2007 à Belfort en Franche-Comté, en France.
Elle apparaît pour la première fois au cinéma dans le film Au nom de ma fille, en 2015. Elle est notamment connue grâce à son rôle de Claire dans le téléfilm Un homme parfait de Didier Bivel sorti en 2018.

## Biographie

### Enfance et formation
Lilas-Rose Gilberti naît le 20 octobre 2007 à Belfort, en Franche-Comté, en France,. Elle est élevée dans une famille homoparentale. Ses deux mamans ont d'ailleurs participé à l'émission Un bébé à tout prix sur M6 pour évoquer ce phénomène,. Elle a une sœur, Paloma Gilberti Poisot, également actrice.
En parallèle de ses études au collège, elle fait une classe au conservatoire de Nancy. Depuis septembre 2022, elle suit une formation de chant, théâtre, musique et danse dans au lycée Poincaré de la ville de Nancy. Elle est dans la même classe que l'acteur français Aliocha Reinert, nommé à l'édition 2023 des César dans la catégorie du meilleur espoir masculin,.

### Carrière
En 2015, Lilas-Rose Gilberti fait ses premiers pas au cinéma dans Au nom de ma fille, un long-métrage de Vincent Garenq dans lequel elle incarne la fille de Daniel Auteuil,. En 2016, elle apparaît pour la première fois à la télévision dans Au-delà des murs, une série de Hervé Hadmar  dans laquelle elle décroche l'un des rôles principaux et campe ainsi le personnage de Sophie à l'écran.
En 2018, Lilas-Rose Gilberti se fait remarquer dans le téléfilm Un homme parfait, de Didier Bivel. Elle y interprète le personnage de Claire, une jeune fille victime d'inceste qui accuse son père d'attouchements sexuels. En 2019, elle incarne le personnage de Maryline dans le film éponyme de Guillaume Gallienne, aux côtés de Vanessa Paradis. L'année suivante, en 2020, elle obtient un rôle récurrent dans la série Cheyenne et Lola, diffusé sur OCS.
En 2021, elle obtient un rôle dans lé téléfilm On n’efface pas les souvenirs aux côtés de sa sœur, Paloma Gilberti Poisot. En 2022, elle apparaît dans Les Liaisons Dangereuses, un film romantique français diffusé sur Netflix. En 2023, elle donne la réplique à Léa Drucker dans l'Été dernier et fait partie du casting du film franco-belge Le Consentement, qui raconte la relation d’emprise entre Vanessa Springora et l’écrivain pédophile Gabriel Matzneff au milieu des années 1980. 
En 2024, Lilas-Rose Gilberti poursuit sa carrière à la télévision et apparaît dans la série dramatique Contre toi, aux côtés de Virginie Ledoyen.

## Filmographie
Sauf indication contraire ou complémentaire, les informations mentionnées dans cette section proviennent de la base de données IBDb.

### Cinéma
- 2015 : Au nom de ma fille de Vincent Garenq : Kalinka, enfant
- 2015 : Un jour mon prince de Flavia Coste : Aurore
- 2016 : Jeune femme de Léonor Serraille : Lilas
- 2017 : Maryline de Guillaume Gallienne : Maryline enfant
- 2022 : Cœurs vaillants de Mona Achache : Clara
- 2022 : Les Liaisons Dangereuses de Rachel Suissa : Vanessa, enfant
- 2023 : Le Consentement de Vanessa Filho : Camille
- 2023 : L'Été dernier de Catherine Breillat : Sarah
- 2025 : La Tour de glace de Lucile Hadzihalilovic : Chloé

### Télévision

#### Téléfilms
- 2018 : Un homme parfait de Didier Bivel : Claire
- 2021 : On n’efface pas les souvenirs d'Adeline Darraux : Violette

#### Séries télévisées
- 2016 : Au-delà des murs de Hervé Hadmar : Sophie (rôle principal - 3 épisodes)
- 2017 : Patriot de Steve Conrad : Agathe enfant (1 épisode)
- 2018 : Le Bazar de la charité d'Alexandre Laurent : Marguerite de Jeansin  (1 épisode)
- 2018 : Léo Matteï, brigade des mineurs de Michel Alexandre : Clémence Marchand (1 épisode)
- 2020 : Laëtitia de Jean-Xavier de Lestrade : Jessica enfant  (2 épisodes)
- 2020 : Cheyenne et Lola d'Eshref Reybrouck : Cassandra  (7 épisodes)
- 2024 : Contre toi de Christophe Lamotte : Swan

#### Clips
- 2017 : Hello Shadow, de Skygge, avec Kiesza Stromae, réalisé par Olivier Bayu Gandrille